# As They Made Us
As They Made Us é um filme dramático norte-americano de 2022 escrito, dirigido e produzido por Mayim Bialik em sua estreia como diretora. O filme é estrelado por Dianna Agron, Simon Helberg, Candice Bergen, Dustin Hoffman, Julian Gant, Charlie Weber e Justin Chu Cary. A trama acompanha Abigail (Agron) e os últimos momentos que ela e sua família passam com seu pai moribundo (Hoffman). Foi lançado nos cinemas e em vídeo sob demanda pela Quiver Distribution em 8 de abril de 2022.

## Elenco
- Dianna Agron como Abigail, uma divorciada, mãe de dois filhos
- Simon Helberg como Nathan, irmão distante de Abigail
- Candice Bergen como Barbara, mãe de Abigail
- Dustin Hoffman como Eugene, pai de Abigail
- Justin Chu Cary como Jay, um paisagista
- Charlie Weber como Peter, o ex-marido de Abigail
- Julian Gant como Garrick, enfermeiro
- John Wollman como Dr. Ashkenazy
- Sweta Keswani como Dr. Patel, neurologista

## Produção
Em setembro de 2019, foi relatado que a atriz Mayim Bialik faria sua estreia como roteirista e diretora com o filme dramático As Sick as They Made Us. Em novembro de 2019, foi anunciado que Dustin Hoffman, Candice Bergen, Simon Helberg e Olivia Thirlby estrelariam a obra. Em uma entrevista de dezembro de 2020, Bialik disse que seria filmado após a pandemia de COVID-19.
Em abril de 2021, foi relatado que Dianna Agron havia substituído Thirlby devido a interrupções de cronograma causadas pela pandemia. Em junho, Justin Chu Cary e Charlie Weber se juntaram ao elenco e as filmagens começaram em Nova Jersey. O filme foi inspirado na própria experiência de Bialik com a morte de seu pai alguns anos antes.

## Lançamento
Em fevereiro de 2022, o filme foi adquirido pela Quiver Distribution, que o lançou nos cinemas e em vídeo sob demanda em 8 de abril de 2022.

## Recepção
No agregador Rotten Tomatoes, 81% das 21 resenhas dos críticos são positivas, com uma classificação média de 6,9/10. Metacritic, que usa uma média, atribuiu ao filme uma pontuação de 61/100 com base em oito críticos, indicando "críticas geralmente favoráveis".
The New York Times deu ao filme uma crítica positiva, descrevendo-o como uma "estreia na direção envolvente e compassiva" e elogiando as atuações, especialmente a interpretação de Agron. Em sua crítica para RogerEbert.com, Christy Lemire deu 2,5 de 4 estrelas. Ela observou uma irregularidade inicial no ritmo do filme, decorrente da estrutura narrativa alternada, mas reconheceu a eficácia em retratar momentos do cotidiano e o tratamento sensível de temas relacionados à perda e à dinâmica familiar, com destaque para a atuação de Agron.
Variety elogiou o desempenho de Agron e reconheceu o uso estratégico de atores experientes. A crítica elogiou o manejo hábil da diretora com os ritmos narrativos e os contrapontos do filme sobre luto e relacionamentos. William Bibbiani do The Wrap elogiou a "estreia impressionante de Bialik", descrevendo-a como um "retrato sensível dos cuidados no final da vida". Ele destacou que Bialik sente uma "pena chocante" pelos pais abusivos da protagonista e elogiou o desempenho de Bergen como uma matriarca egocêntrica. Embora reconheça algumas irregularidades na construção do filme, particularmente nas tentativas de diminuir a idade de Hoffman e nas nuances de edição, Bibbiani ressaltou seu triunfo com os personagens.
The Jerusalem Post rotulou o filme como "muito judeu" e destacou sua capacidade de identificação, afirmando que "quase todos se verão - ou pelo menos aspectos de si mesmos - entre os personagens". O jornal elogiou as representações de uma mãe divertidamente enfadonha e de um relacionamento após maternidade, além da interação de comédia e tragédia nas cenas. A crítica reconheceu pequenas falhas, mas concluiu que o filme gerou empatia no espectador pela jornada dos personagens em direção à catarse.
Richard Roeper do Chicago Sun-Times fez uma crítica menos favorável, dando ao filme uma classificação de 2/4. Reconhecendo o elenco louvável e o ritmo habilidoso de Bialik, ele descreveu o filme como "deprimentemente pessimista", atribuindo desconforto aos personagens retratados por Hoffman e Bergen. Roeper destacou o diálogo autêntico e as atuações fortes, mas enfatizou a persistente atmosfera sombria, em última análise, sugerindo que o melhor caminho para Abigail poderia ter sido distanciar-se de seu passado conturbado. Escrevendo para o LA Weekly, Michael Atkinson comentou sobre o tema recorrente de filmes geracionais, com foco em baby boomers e geração X. Discutindo o retrato da disfunção parental no filme, ele apontou momentos de sensibilidade justapostos ao humor da cultura pop que às vezes considerou excessivo.